# Jeździec bez głowy (film 1972)
Jeździec bez głowy (ros. Всадник без головы, Wsadnik bez gołowy) – radziecki film przygodowy z 1972 roku w reżyserii Władimira Wajnsztoka. Ekranizacja powieści Thomasa Mayne Reida o tym samym tytule.

## Opis fabuły
Dziki Zachód, rok 1850. Biedny kowboj zakochuje się w córce bogatego teksańskiego plantatora. Młodzi spotykają się skrycie. Po jednej ze schadzek ginie brat dziewczyny, a wszelkie ślady wskazują na łowcę mustangów. Kowboja czeka śmierć, ale zanim założą mu stryczek na szyję, nad prerią niespodziewanie pojawia się tajemniczy jeździec bez głowy.

## Obsada
- Ludmiła Sawieljewa jako Luiza Pojndekster
- Oleg Widow jako Moris Gerald
- Iwan Pietrow jako Zeb Stamp
- Aleksandr Miłokostyj jako Genri Pojndekster
- Alejandro Lugo

i inni

## Wersja Polska
- Wersja Polska – Studio Opracowań Filmów w Łodzi
- Reżyseria – Maria Piotrowska

Obsada:
- Joanna Jasinska
- Marek Barbasiewicz
- Janusz Kubicki
- Sławomir Misiurewicz
- Zofia Kopacz
- Kazimierz Iwiński
- Jerzy Braszka
- Remigiusz Rogacki
- Włodzimierz Kwaskowski
- Jerzy Przybylski
- Tadeusz Schmidt

i inni